# Sarothrocera lowii
Sarothrocera lowii är en skalbaggsart som beskrevs av White 1846. Sarothrocera lowii ingår i släktet Sarothrocera och familjen långhorningar.
Artens utbredningsområde är Myanmar. Inga underarter finns listade i Catalogue of Life.